# Willem van Egmond (van IJsselstein)
Willem van Egmond (van IJsselstein) ook genoemd Willem van Egmond (geboren ca. 1498 - overleden ca. 1587), zoon van Christoffel van Egmond-IJsselstein en Elisabeth van Renesse.
Willem ontvangt na het overlijden van zijn vader in 1526 de heerlijkheid Lijnden bij Buren.
In 1535 trouwde hij (1) met Margaretha van Wijngaarden, (overleden vóór 1568) dochter van Joost van Wijngaarden en Martina Mertijn van der Heijden. Willem woonde met zijn gezin in 1544 in Grave in het Land van Cuijk, dat sinds 1432 onder het Huis van Egmont viel.
Uit zijn huwelijk met Margaretha zijn de volgende kinderen geboren:
- Christoffel I van IJsselstein (1546-1593)
- Jan (Hans) van IJsselstein (overleden 1578). Hans trouwde met Agnes van Galen, wed. van Hendrick van Bronckhorst. Hans en Agnes hadden de volgende kinderen:

1. Christoffel II van IJsselstein
2. Hendrick van IJsselstein
- Maarten van IJsselstein, (ca. 1548 - overleden in Frankrijk 1572)
- Frederik van IJsselstein, (geboren ca. 1550). Hij trouwde in 1585 met Johanna van Bemmel. Na het overlijden van zijn broer Jan (Hans) van IJsselstein werd hij voogd van de nagelaten kinderen.
- Elisabeth van IJsselstein

Willem van Egmond (van IJsselstein) trouwde (2) ca. 1555 met Elisabeth Becker, (overleden na 6 december 1569). Uit zijn tweede huwelijk had Willem de volgende kinderen:
- Floris van IJsselstein (overleden ca. 1602) trouwde met Angela Dachverlies, dochter van Joris Dachverlies en Ida van Berckel. Op 25 juni 1587 doet hij hulde voor het leengoed te Lijnden als opvolger van zijn overleden vader Willem. In 1594 wordt Floris genoemd samen met zijn zwagers Hendrick en Albert Dachverlies (in verband met een erfdeling).[4] Floris en Angela hadden de volgende kinderen:

1. Willem V van IJsselstein, op 10 januari 1603 beleend met leengoed te Lienden
2. Christoffel II Floris van IJsselstein (ook wel: Floris Christoffel), in 1617 is hij nog minderjarig en vertrekt naar Pruisen. Hij is de in 1635 genoemde Oberwachtmeister IJsselstein in Solingen en is de stamvader van een nog bestaande Duitse tak van Isselstein.
3. Maria van IJsselstein, zij trouwde met mr. Lambert Johannis, procureur in Brussel.
4. Margaretha van IJsselstein
- Willem IV van IJsselstein
- Gerrit van IJsselstein, ook wel Gerhard genaamd
- Maximiliaan van IJsselstein, treedt op als voogd voor de weduwe Angela Dachverlies en haar kinderen. Hij trouwde op 22 januari 1603 in Utrecht met Jaqueline van Hartevelt, dochter van Joost van Hartevelt.
- Maria van IJsselstein (jong overleden)